# Zanclospora mystica
Zanclospora mystica är en svampart som beskrevs av Zucconi & Rambelli 1982. Zanclospora mystica ingår i släktet Zanclospora, divisionen sporsäcksvampar och riket svampar.   Inga underarter finns listade i Catalogue of Life.